# Ainigmaptilon edisto
Ainigmaptilon edisto is een zachte koraalsoort uit de familie Primnoidae. De koraalsoort komt uit het geslacht Ainigmaptilon. Ainigmaptilon edisto werd in 1950 voor het eerst wetenschappelijk beschreven door Bayer. 